# Parti Populaire
De Parti Populaire (PP, Volkspartij) was een Franstalige, rechtse politieke partij in België. De partij werd opgericht in 2009 en in 2019 opgedoekt.

## Historie

### Oprichting
De partij werd op 26 november 2009 opgericht door advocaat Mischaël Modrikamen, die bekend werd door de Fortisaffaire. De partij had aanvankelijk twee co-voorzitters. Op 23 augustus 2010 werd co-voorzitter Rudy Aernoudt echter uit de partij gezet, na een machtsstrijd.
De partij werd opgericht als unitaire, nationale partij, maar is in de praktijk enkel Franstalig: getuige hiervan de eerste editie van hun blad "Le Peuple": Nous francophones... Bij de federale en gewestverkiezingen werd, met uitzondering van Vlaams-Brabant, dan ook enkel opgekomen in Wallonië en Brussel.

### Eerste verkiezingen
De federale verkiezingen van 2010 waren de eerste verkiezingen waar de PP aan meedeed. Laurent Louis was de enige die verkozen raakte, dit voor de kieskring Waals-Brabant. Enkel in deze kieskring werd met 5,04% van de stemmen, de kiesdrempel van 5% gehaald. Hoewel de 11.461 stemmen op zich onvoldoende waren voor het behalen van een van de vijf zetels in deze kieskring kon, dankzij de apparentering van de 21.143 stemmen behaald in de aangrenzende kieskring Brussel-Halle-Vilvoorde, toch een eerste en enige zetel worden gewonnen. Twee maanden later werd Louis echter uit de partij gezet. Twee jaar later tijdens de lokale verkiezingen wist de PP in Frameries, Trooz en Verviers telkens één zitje te veroveren in de gemeenteraad.
Bij de verkiezingen van 25 mei 2014 wist de partij één zetel te bemachtigen in het federale parlement. Aldo Carcaci kreeg in Luik 5,15% van de stemmen, algemeen behaalde de partij 4,5% in Wallonië. Ook in het Waalse parlement raakte iemand van de PP verkozen, namelijk André-Pierre Puget uit Luik. Hij stapte anderhalf jaar later echter uit de partij.

### Einde
Bij de verkiezingen van 2019 haalde de partij geen enkele zetel binnen. Nadien besloot oprichter Modrikamen te stoppen met politiek. De toekomst van de partij was onzeker. Uiteindelijk keurde het politieke bureau van de partij op 19 juni 2019 de ontbinding van de Parti Populaire goed.

## Standpunten
De Parti Populaire was een conservatief-liberale partij, met liberale standpunten op economisch vlak, en een rechtse visie op sociale thema's.
Op het institutionele vlak wilde de Parti Populaire België eenvoudiger bestuurbaar maken door het provinciale niveau af te schaffen: de gouverneurs, deputaties en de provinciale raden moeten verdwijnen. De partij wilde ook een federale kieskring invoeren voor de verkiezing van de Kamer van volksvertegenwoordigers.

## Structuur

### Partijbureau
- Mischaël Modrikamen: algemeen voorzitter
- Bruno Berrendorf: vicevoorzitter
- Yasmine Dehaene: algemeen secretaris
- Aldo Carcaci: fractievoorzitter Kamer van volksvertegenwoordigers
- Overige leden: André Antoine, Alain Capiaux, Michaël Debast, Jérôme Munier, Valérie Rasseneur, Luc Rivet, Jean-François Thiry, Willem Toutenhoofd, Ruddy Waselynck

## Verkiezingen

### Kandidaatlijsten
- Federale verkiezingen 2010
- Federale verkiezingen 2014
- Waalse verkiezingen 2014
- Europese verkiezingen 2014